# Gratangen
lat_seclon_seclon_minlat_deglon_deglat_min
Gratangen je občina v administrativni regiji Troms na Norveškem. Od občine Ibestad se je odcepila 1. julija 1926.
na ozemlju občine je bilo prizorišče bitke pri Gratangenu, ene prvih bitk med nemško 3. gorsko divizijo pod poveljstvom Eduarda Dietla in norveško 6. pehotno divizijo pod vodstvom generala Carla Gustava Fleischerja po nemški invaziji na Norveško 9. aprila leta 1940.

## Ime
Občina je poimenovana po fjordu Gratangen (norveško Grjótangr). Prvi element je grjót - 'kamen', zadnji pa angr - 'fjord'.

## Grb
Grb je iz leta 1990. Prikazuje ševron (podoben vojaškemu našivu), ki predstavlja 'goro in morje').